# Giulio Bellinzaghi
Giulio Bellinzaghi, o anche nella variante Belinzaghi, (Milano, 17 ottobre 1818 – Cernobbio, 28 agosto 1892), è stato un politico italiano.
È stato il secondo sindaco della città meneghina, sotto il Regno d'Italia.
È il fondatore della Banca Belinzaghi (1848-1983).

## Biografia
È il sindaco rimasto in carica per il tempo più lungo, quasi diciannove anni, di cui sedici consecutivi, dal 20 febbraio 1868 al 18 aprile 1884 e poi nuovamente dal 21 novembre 1889 al 28 agosto 1892, data della morte.
Risanò il bilancio comunale, appesantito dall'avvio della sistemazione di piazza Duomo durante il mandato del suo predecessore Antonio Beretta, opera che completò; ottenne nel 1873 l'annessione alla città del comune dei Corpi Santi, che la circondava; promosse regolari collegamenti con l'hinterland mediante trasporto pubblico di passeggeri: nel 1879 inaugurò la Stazione di Milano Cadorna.
Venne nominato Senatore il 9 novembre 1872 da Vittorio Emanuele II e ne 1875 gli venne concesso il titolo nobiliare di Conte.
Approvò la demolizione del Castello Sforzesco, che molto gli stava a cuore, in qualità di azionista della Società Fondiaria, interessata a costruire nell'area. Ma le critiche della Società Storica Lombarda, e di Luca Beltrami in particolare, convinsero il ministero a porre il vincolo monumentale sul complesso. Lo scempio fu così evitato.
Oltre a darsi alla vita pubblica aveva svolto sin da giovanissimo la professione di banchiere privato fondando la Banca Belinzaghi (1848-1983). Inoltre fu Presidente della "Banca di Costruzioni", istituto specializzato in lavori ed appalti pubblici che operò dal maggio 1871 al maggio 1875. Fu anche sindaco di Cernobbio, dove nel 1864 si fece costruire l'omonima villa in riva al lago di Como, ancora esistente, da Giacomo Bussi.